# Comuna de Sokołów Małopolski
Sokołów Małopolski (polaco: Gmina Sokołów Małopolski) é uma gminy (comuna) na Polónia, na voivodia de Subcarpácia e no condado de Rzeszowski.
De acordo com os censos de 2004, a comuna tem 16 446 habitantes, com uma densidade 122,7 hab/km².

## Área
Estende-se por uma área de 134,04 km², incluindo:
- área agricola: 71%
- área florestal: 23%

## Demografia
Dados de 30 de Junho 2004:
|                      | Total   | Total | Mulheres | Mulheres | Homens  | Homens |
| -------------------- | ------- | ----- | -------- | -------- | ------- | ------ |
|                      | pessoas | %     | pessoas  | %        | pessoas | %      |
| População            | 16 446  | 100   | 8333     | 50,7     | 8113    | 49,3   |
| Densidade (pop./km²) | 122,7   | 100   | 62,2     | 62,2     | 60,5    | 60,5   |

De acordo com dados de 2002, o rendimento médio per capita ascendia a 1414 zł.

## Subdivisões
- Górno, Kąty Trzebuskie, Markowizna, Nienadówka, Trzeboś, Trzebuska, Turza, Wólka Niedźwiedzka, Wólka Sokołowska.

## Comunas vizinhas
- Czarna, Głogów Małopolski, Kamień, Leżajsk, Nowa Sarzyna, Rakszawa, Raniżów, Trzebownisko